# Olga Walerjewna Medwedzewa
Olga Walerjewna Medwedzewa (russisch О́льга Вале́рьевна Медведцева, wiss. Transliteration Ol'ga Valer'evna Medvedceva, geb. Заморозова/Samorosowa; * 7. Juli 1975 in Borodino), vormals verheiratete Pyljowa (russisch Пылёва), ist eine ehemalige russische Biathletin.

## Karriere

### Anfänge
Erst 1998 wechselte Medwedzewa, die bei den Junioren-Weltmeisterschaften 1993 im tschechischen Harrachov und 1995 im schwedischen Gällivare mit der russischen Langlaufstaffel Weltmeisterin geworden war und zudem drei Einzelmedaillen bei Junioren-Weltmeisterschaften gewann, vom Skilanglauf zum Biathlon und arbeitete sich dabei kontinuierlich in der Weltspitze nach oben.

### Erfolge
Bei Weltmeisterschaften errang sie 2004 Gold über 15 km und 2005 Bronze im Massenstart, mit der Staffel errang sie viermal Gold (2000, 2001, 2005 und 2009) und einmal Silber (2004). Sie konnte insgesamt zehn Weltcupsiege erringen, der zweite Platz im Gesamtweltcup der Saison 2003/04 war ihre beste Platzierung in diesem Wettbewerb. In der Saison 2004/05 wurde sie Dritte im Gesamtweltcup.
Bei den Olympischen Spielen 2002 in Salt Lake City gewann die Sportlehrerin die Goldmedaille in der 10-km-Verfolgung sowie Bronze mit der Staffel.

### Dopingfall 2006 in Turin
Bei den Olympischen Winterspielen 2006 in Turin gewann Medwedzewa Silber über 15 km. Die Medaille wurde ihr aber kurz darauf aberkannt, da sie des Dopings mit dem Stimulanzmittel Carphedon überführt wurde. Danach wurde sie von den Spielen ausgeschlossen und von der Internationalen Biathlon-Union für zwei Jahre für alle Biathlonrennen gesperrt. Anschließend erklärte Olga Medwedzewa zunächst ihren Rücktritt vom aktiven Leistungssport.

### Nach der Sperre
Im Februar 2008 – nach dem Ende ihrer Dopingsperre – nahm sie aber bei den Europameisterschaften erstmals wieder an internationalen Rennen teil. Bei den Biathlon-Weltmeisterschaften 2009 in Korea wurde sie mit der russischen Staffel Weltmeister. In den Einzeldisziplinen gelang ihr beim Weltcup in Oberhof in der Saison 2008/2009 ein zweiter Platz im Massenstart und in Ruhpolding in der Saison 2009/2010 ein zweiter Platz im Sprint.
Gemeinsam mit Svetlana Slepzowa, Anna Bogali-Titowez und Olga Saizewa gelang Medwedzewa der Sieg im Staffelwettbewerb der Olympischen Winterspiele 2010 in Vancouver.

## Privatleben
Medwedzewa lebt mit ihrem Mann Waleri Medwedzew, dem Biathlon-Olympiasieger von 1992, der auch ihr Trainer war, sowie ihrer Tochter und ihrem Sohn in Borodino.

## Biathlon-Weltcup-Platzierungen
Die Tabelle zeigt alle Platzierungen (je nach Austragungsjahr einschließlich Olympische Spiele und Weltmeisterschaften).
- 1.–3. Platz: Anzahl der Podiumsplatzierungen
- Top 10: Anzahl der Platzierungen unter den ersten zehn (einschließlich Podium)
- Punkteränge: Anzahl der Platzierungen innerhalb der Punkteränge (einschließlich Podium und Top 10)
- Starts: Anzahl gelaufener Rennen in der jeweiligen Disziplin

| Platzierung | Einzel | Sprint | Verfolgung | Massenstart | Staffel | Gesamt |
| ----------- | ------ | ------ | ---------- | ----------- | ------- | ------ |
| 1. Platz    | 1      | 4      | 4          | 1           | 14      | 24     |
| 2. Platz    | 1      | 7      | 3          | 5           | 14      | 30     |
| 3. Platz    | 3      | 3      | 4          | 1           | 6       | 17     |
| Top 10      | 15     | 33     | 33         | 17          | 38      | 136    |
| Punkteränge | 22     | 66     | 52         | 31          | 38      | 209    |
| Starts      | 28     | 73     | 54         | 31          | 41      | 227    |